# Gryllus Vilmos
Gryllus Vilmos (Budapest, 1951. október 28. –) kétszeres Kossuth-díjas magyar zenész, előadóművész, zeneszerző.

## Élete
Gryllus Vilmos és Fogarassy Éva gyermekeként született. Testvére Gryllus Dániel. 1976-ban a Budapesti Műszaki Egyetem Építészmérnöki Karán szerzett diplomát.
1969-ben megalapította a Kaláka együttest. 1980-ban Levente Péterrel és Döbrentey Ildikóval a Ki kopog? című rádióműsorban lépett fel. 1991-től Levente Péterrel közösen készítették a Magyar Televízióban bemutatott Égbőlpottyant mesék sorozatot. 1996-tól ismét a Kaláka együttessel lép fel megzenésített versekkel.

## Színházi munkái

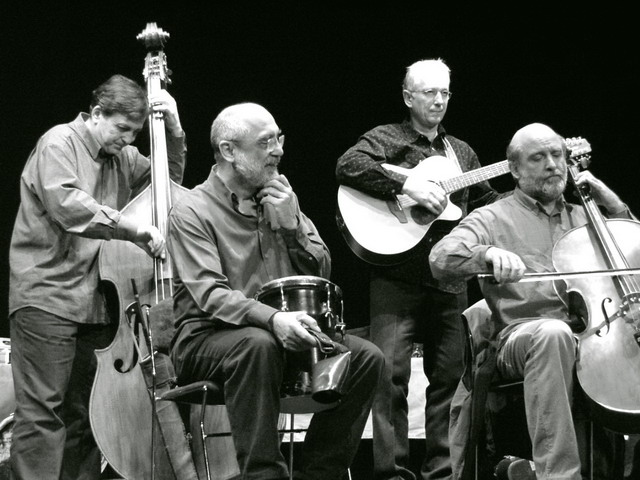
a Kaláka együttesben (jobbról az első)

- Madárles (1992, szerző)
- Sapkamanó (1995, szerző)
- Mihasznák (2004, zeneszerző)
- Á, dehogy
- Aranyhajú Melizante
- Csodás hétköznapok
- Égből pottyant mesék
- Gryllus Vilmos daloskönyve
- Maszkabál
- Tuba Tóbiás
- Varázsóra

## TV-műsorai
- Játékszüret (zenész)
- A hegyi beszéd (közreműködő)
- A fekete kolostor (1986) (színész)
- Égből pottyant mesék (1991) (Színész,zenész, dalszerző)
- Volt egyszer egy kis zsidó (1994)
- Vasfüggöny (1997)
- A reformáció dala (2003)
- Magyar népmesék (2006)
- A biciklis túra (2010)

## Lemezei
- Kaláka (együttes)#Lemezek

## Díjai
- Kossuth-díj (megosztva, 2000, 2020)
- Prima Primissima díj (Kaláka együttes, 2004)
- Merítés-díj (2021)

## Külső hivatkozások
- Gryllus Vilmos a PORT.hu-n (magyarul)
- Gryllus Vilmos az Internet Movie Database oldalon (angolul)
- Színházi adattár. Országos Színháztörténeti Múzeum és Intézet. (Hozzáférés: 2025. március 19.)